# Amiga
Amiga — сімейство домашніх персональних комп'ютерів і операційних систем до них, розроблене Amiga Corporation.

## Історія

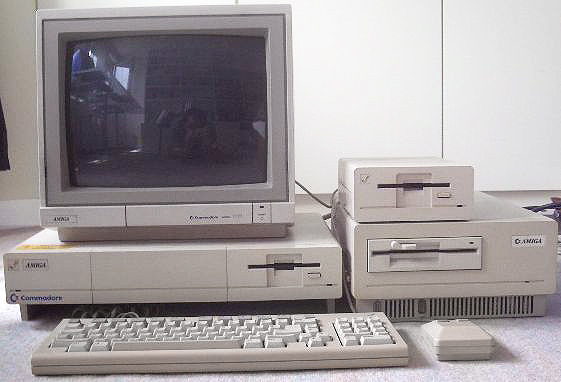
Перший мультимедійний комп'ютер у світі — Amiga 1000 (1985)

Розробка комп'ютеру почалася у 1982 році в місті Лос-Гатос (Каліфорнія, США). Крім 7 мільйонів доларів, які було вирішено витратити на самофінансування, розробники мали значний досвід у проєктуванні як апаратури, так і програмного забезпечення. Один з них Джей Майнер — був розробником спеціалізованих мікросхем для домашніх комп'ютерів, інший — ЭрДжі Мікел — відомим програмістом з компанії Вільямс. Метою стало створення домашнього комп'ютеру, який був би потужніший за будь-яку іншу аналогічну модель того часу. Перша назва проєкту — Гай-Торо (Hi-Toro), з часом, була змінена на більш лаконічну — Amiga (ісп. подружка).